# Dong Nai (provincie)
Dong Nai (vietnamsky Đồng Nai) je provincie nacházející se jihu Vietnamu. Žije zde přes 3 miliony obyvatel z nichž je drtivá většina Vietnamci. Hlavním městem je Bien Hoa.

## Geografie
Provincie se nachází naa jihu Vietnamu v deltě řeky Mekong. Obklopují ji provincie Binh Thuan, Lam Dong, Binh Duong, Binh Phuoc a na jihozápadě hraničí s Ho Či Minovým Městem (též Saigon). Většinu provincie tvoří nížiny či mírné pahorkatiny.